# Национални парк Тара
Национални парк Тара је јавно предузеће са седиштем у Бајиној Башти, основано 13. јула 1981. године, управља подручјем који обухвата највећи део масива планине Таре и површину од 24.991,82 ha, на територији општине Бајина Башта, у западном делу Републике Србије.
Планина Тара (санскр. звезда) име је добила по илирском горштачком племену Ауторијата (лат. Autariatae), који су у бронзано доба живели на њеним обронцима. Као рефугијални масив стециште је терцијарних и глацијалних реликата, флористички изузетно подручје са готово 1200 биљних врста, од којих 84 балканска и шест источнодинарских ендемита.

## Лична карта ЈП
Национални парк Тара, као јавно предузеће основано је одлуком Скупштине Републике Србије, по Закону о националним парковима. Парк, осим подручјем којим управља, води рачуна и о државним шумама ван граница Парка које су на територији општине Бајина Башта. Предузеће је правни наследник Предузећа за заштиту и развој НП Тара, односно Шумске управе Бајина Башта, основане 1895. године.
Основне делатности су: 
- заштита и развој НП Тара,
- заштита и наменско коришћење природних вредности подручја,
- Газдовањем шумама, ловном и риболовном фауном,
- заштита природних реткости и културно-историјских вредности,
- презентација и популаризација подручја,
- развој образовних активности,
- подстицање одрживог развоја подручја и традиционалних делатности.

Организациону структуру чине сектор планирања и заштите, сектор коришћења шума, сектор општих и правних послова, економско-финансијски сектор и чуварска служба као посебна надзорна служба. Орган управљања ЈП је Управни одбор, који именује Влада Републике Србије, као и Надзорни одбор и директора.
У управној згради у Бајиној Башти налази се Центар за посетиоце, где се организују различите изложбе и промоције. На две одвојене локације налазе се и управне зграде за радне јединице на Митровцу и Предовом крсту. Део управе су Центар за посетиоце НП Тара на Митровцу, Контролно-информативни пункт Перућац, Едукативни центар Рачанска Шљивовица, као и објекти управе расадника.

## Географски опис и положај
Национални парк Тара покрива највећи део масива планине Таре, која припада делу старовлашких планина. Масив Таре сачињавају следеће предеоне целине: Калуђерске баре, Тара, Алушке планине, Црни врх и Звијезда. Површина јој је 183 km², а дужина 50 km и ширина 22 km. Просечна надморска висина је 1.200 м, а највиши врх Козји рид достиже 1.591 м.

## Границе
Границе Националног парка Тара са југозападне, западне, северозападне и северне границе подударају са границама планине Тара, источна је повучена више према планини, да би се избегла насеља, док је јужна граница условљена административним (општинским) границама тако да се цела површина Националног парка налази на територији општине Бајина Башта.

## Зонирање
Намена површина подручја Националног парка условљена је зонирањем подручја према степенима заштите и то:

### I зона заштите
Обухвата површину од 3.323,92ha или 13,30% од укупне површине Националног парка:
- природни резервати
- непокретна културна добра
- природни меморијални споменици, споменици природе

### II зона заштите
Обухвата површину од 8.514,39 hа, или 34,07% од укупне површине Националног парка и у њу спадају:
- заштитне шуме око I зоне заштите
- парк-шуме
- огледна поља, научно-истраживачка поља
- семенске састојине
- ловно-узгојни резервати
- ловно-научни резервати

### III зона заштите
Обухвата 13.153,1 hа, или 52,58% од укупне површине Националног парка и то:
- друштвене шуме ван I и II степена заштите и мањи део приватних шума
- пољопривредне површине
- грађевинско подручје туристичких центара: Калуђерске баре, Рачанска Шљивовица, Соколина, Митровац, Ослуша, викенд зона Крња Јела-Метаљка, Заовине и Јасиковице заселак села Солотуша.

Шире подручје око граница Националног парка представља његову заштитну зону чија површина износи 37.584 hа.

## Биљни свет Националног парка
На простору ширег подручја националног парка расте преко 1100 биљних врста, што представља готово трећину укупне флоре Србије. До сада је истраживањима забележено:
- 96 врста лишајева
- 171 врста маховина
- 30 врста папрати
- 7 врста голосеменица
- 950 врста скривеносеменица

## Животињски свет Националног парка
Разноврсна станишта на простору Таре представљају дом за велики број врста животиња. Велика разноврсност животињског света условљена је историјским збивањима на овој планини, као и низом еколошких фактора који су погодовали опстанку многих врста које су данас угрожене и ретке, не само на нашим просторима, већ у Европи и свету.

## Културно историјско наслеђе
На простору Националног парка Тара и околине, налазе се два утврђена непокретна добра (манастир Рача и локалитет „Мраморје” у Перућцу), која подлежу специјалном режиму заштите. Поред ових добара, на истом простору су и непокретна културна добра која се у служби заштите воде као евидентирана и која би требало да буду заштићена кроз просторни план Националног парка Тара.
- Мраморје у Перућцу
- Манастир Рача

## Насеља и људи
У границама Националног парка Тара налазе се насеља са стално насељеним становништвом. То су село Јагоштица, село Растиште, заселак Јасиковице (село Солотуша) и заселак Чокићи (село Рача). Села на Тари су разбијена брдско-планинска села "старовлашког типа" заснована на крчевинама између шумских комплекса. Простиру се на територији Парка од 410 м.н.в до 1.000 м.н.в.
Јагоштица и Растиште су села која су целокупном површином у границама Националног парка.
Најинтересантнији ендемореликтни представник националног парка Тара је Панчићева оморика која је на овој локацији све од Терцијара, коју је иначе пронашао и описао Јосиф Панчић. На Тари су присутни јела, смрча, бор, али и листопади као што су јасика, јавор, бреза, буква. На Тари је такође регистровано 53 врста сисара и 153 врста птица. Под посебном заштитом су медвед, дивокоза и срна.
Тару је захватио велики пожар августа 2012. године, ватрена стихија је трајала деветнаест дана. Изгорело је 170 хектара шуме.

## Туризам
Главна туристичка атракција Таре су Калуђерске Баре на северу, близу Бајине Баште и Митровца на југу.
Хотели Бели Бор и Оморика, као и други мањи, налазе се на Калуђерским Барама, док се у Митровцу налази истоимени рекреативни хотел за децу.
До националног парка може се доћи директним путем Бајина Башта - Калуђерске Баре, путем Перућац - Митровац и путем Кремна - Калуђерске Баре. Дринска клисура, која је саставни део парка, може се обићи чамцем. Локалне занатске радионице праве разне рукотворине од вуне, млечне производе, клековачу, шљивовицу и мед а посебно боров мед.

## Галерија
- Поглед са видиковца Бањска стена на језеро Перућац
- Поглед са видиковца Зеленика
- Видиковац Зеленика
- Видиковац Биљешка стена
- Видиковац Биљешка стена
- Видиковац Ослуша
- Видиковац Ослуша
- Видиковац Соколарица
- Видиковац Соколарица
- Поглед са видиковца Бањска стена
- Поглед са видиковца Бањска стена
- Етно-домаћинство на Калуђерским Барама
- Језеро Заовине
- Едукативно-шетна стаза на Митровцу
- Кањон Дервенте
- Кањон Белог Рзава
- Поглед са осматрачнице на Тисовом брду, Секулић
- Река Дрина